# Patika, Harjumaa
Patika är en by i Estland. Den ligger i Rae kommun och i landskapet Harjumaa, i den nordvästra delen av landet, 16 km sydost om huvudstaden Tallinn. Patika ligger 42 meter över havet och antalet invånare är 404 (2011).